# Cerocala orientalis
Cerocala orientalis  là một loài bướm đêm trong họ Erebidae.